# Schwörer Haus
Die Schwörer Haus KG (Eigenschreibweise: „SchwörerHaus“) ist ein deutscher Fertighaushersteller. Das Familienunternehmen, gegründet 1950 von Hans Schwörer, hat seinen Hauptsitz in Hohenstein-Oberstetten auf der Schwäbischen Alb.
Das Unternehmen verkauft jährlich ca. 800 bis 1.000 Häuser, produziert diese am Hauptsitz und errichtet sie in Deutschland, der Schweiz und den europäischen Nachbarländern. Das Unternehmen beschäftigte 2016 rund 1.350 Mitarbeiter und hat über 80 Auszubildende in 18 verschiedenen Berufen.

## Holz-Fertighäuser
Das Produktangebot umfasst Einfamilienhäuser und Doppelhäuser sowie Minihäuser (sogenannte FlyingSpaces) und Mehrfamilienhäuser in Energiesparender Holzbauweise, die als Passivhäuser realisiert werden. Die Häuser werden am Firmenstandort Hohenstein-Oberstetten gefertigt. Schwörer-Häuser werden nach den Kriterien des europäischen Öko-Audit („EMAS“) produziert. Das Werk selbst ist nach der DIN EN 14001 zertifiziert.

## Geschichte und Entwicklung
Die Geschichte des Schwörer-Fertighauses begann 1950 mit der Gründung der Hans Schwörer KG Baustoffhandel durch Hans Schwörer in Sigmaringen. 1954 folgte der Bau des Werkes in Veringenstadt – heute Kastell GmbH. Das Werk Hohenstein-Oberstetten entstand 1956 auf der Schwäbischen Alb und ist heute Firmensitz der Schwörer Haus KG.
Das Werk in Schömberg, in dem Betonfertigteile für den Objekt- und Gewerbebau hergestellt wurden, kaufte Schwörer 1960 auf und erweiterte zeitgleich das Werk in Hohenstein-Oberstetten um eine neue Produktionshalle sowie ein Sägewerk.
Ab 1962 ging Hans Schwörer der Idee nach, Häuser in sogenannter Fertigbauweise zu entwickeln. Sein Bruder, der Holzingenieur Artur Schwörer unterstützte dessen Idee. Die Konstruktionsphase des ersten Hauses war zeitaufwendig – im Winter 1964/1965 war die Entwicklungsphase abgeschlossen und 1966/67 die ersten Musterhäuser in Hohenstein-Oberstetten gebaut.
Der Steinbruch bei Haigerloch-Stetten wurde 1968 gekauft – heute Schwörer Bausysteme. In Veringenstadt startete wenig später die Produktion von Betonfertigteilen für den Kellerbau und in Simmern wurde ein Werk zur Fertigung von Häusern mit Klinkerfassade gekauft.
1970 wurde die Anzahl von 100 gefertigten Häusern überschritten, im Jahr 1972 waren es über 200 und 1980 bereits über 850 Häuser. Aus diesem Grund wurde zeitgleich die Produktionshalle für Fertighäuser in Hohestein-Oberstetten erweitert, ein zweites Sägewerk gebaut sowie eine neue Kesselanlage im Heizkraftwerk mit sieben Megawatt Heizleistung installiert. Zudem erfolgte 1980 eine Erweiterung der Hausproduktion um einen Hallenabschnitt für das Fliesen von Bäder- und Küchenwänden sowie eine Schreinerei – unter anderem für die Herstellung von Möbelplatten.
Anfang der 1990er Jahre eröffnete das Unternehmen ein Kundenzentrum mit Hausbemusterung am Hauptsitz Oberstetten und in Coswig. Wenig später folgte der Bau des ersten Biomasse-Heizkraftwerks (seit 1996 mit 3,4 Megawatt), einer Brettschichtholzhalle sowie einer Fertigstraße für Dachteile und Deckenelemente.
2001 wurde das Biomasse-Heizkraftwerks (5,76 Megawatt) erweitert und drei Jahre später die neue Werkszufahrt für LKW und Zulieferer an der B312 fertiggestellt. Die Einweihung der neuen Produktionshalle für Holzprodukte sowie der Ausbau der Sortier- und Stapelanlage im Sägewerk fanden 2006 statt. 2013 wurde der Umbau des ehemaligen Wohnhauses von Hans Schwörer zu einem Bürogebäude mit neuem Kundenempfang abgeschlossen.
Zu Beginn der Fertighausproduktion wurden Schwörer-Häuser nur in der Umgebung von ca. 200–300 Kilometer verkauft. Diese Entfernung erhöhte sich dann auf einen Radius von rund 500 Kilometer und schließlich auf ganz Deutschland. 1988 stellte Schwörer die ersten Häuser in der Schweiz. In den folgenden Jahren erhöhte sich der Lieferradius weiter, sodass Häuser heute in Italien, Österreich, Frankreich, Spanien, Luxemburg und Großbritannien gebaut werden.
Mit der Zeit wurden Musterhäuser in ganz Deutschland errichtet. Heute gibt es ca. 50 Musterhäuser in der Bundesrepublik und eines in Suhr in der Schweiz.

## Schwörer Unternehmensgruppe
In den vergangenen über 60 Jahren ist Schwörer zu einer Unternehmensgruppe mit sieben Standorten in Deutschland herangewachsen, bei der rund 1.700 Mitarbeiter beschäftigt sind und einen Jahresumsatz von ca. 250 Mio. Euro erwirtschaften. (Stand 2015)
SchwörerHaus KG (größter Unternehmensbereich):
- Fertighäuser: Ein- und Zweifamilienhäuser in Holzständerbauweise
- Biomasse Heizkraftwerk
- Modernisierungsservice: Haus-Modernisierungen, Versicherungsfälle wie Hagel-, Brand-, Wasser- oder Sturmschäden
- Schwörer-Holzindustrie: Holzprodukte – Schnittholz und veredelte Holzprodukte
- BauInfoCenter Lüftungstechnik: Geräte und Zubehör für moderne Lüftungstechnik
- Design-Gartenhäuser: Gartenhäuser
- Schwörer Cityloft: mehrgeschossiges Bauen, gemeinsames Produkt der Schwörer Gruppe
- Schwörer Komplettbau: moderner Industriebau: Idee, Planung und Konstruktion, Herstellung und Lieferung der Bauteile

weitere Unternehmensbereiche (Tochterfirmen)
- Schwörer Bausysteme GmbH: Keller, Plattendecken, Fertigteiltreppen, Beton-Sonderteile, Fertiggaragen und Stahlkonstruktionen
- Schwörer Finanzservice Vermittlungs-GmbH: Beratungs- und Vermittlungsleistungen für alle Kunden seit 1998
- Schwörer Fertigbad-Systeme, Planung und Herstellung von Fertigbad-Systemen für Hotels, Wohnungsbau, Seniorenresidenzen und Kliniken
- Kastell GmbH: Massivbau – Geschosswohnungs-, Gewerbe- und Industriebau